# 3837 Carr
3837 Carr è un asteroide della fascia principale. Scoperto nel 1981, presenta un'orbita caratterizzata da un semiasse maggiore pari a 2,4256919 au e da un'eccentricità di 0,0692261, inclinata di 4,82298° rispetto all'eclittica.
L'asteroide è dedicato all'astrogeologo statunitense Michael Harold Carr.